# Bombardeo de Bruselas

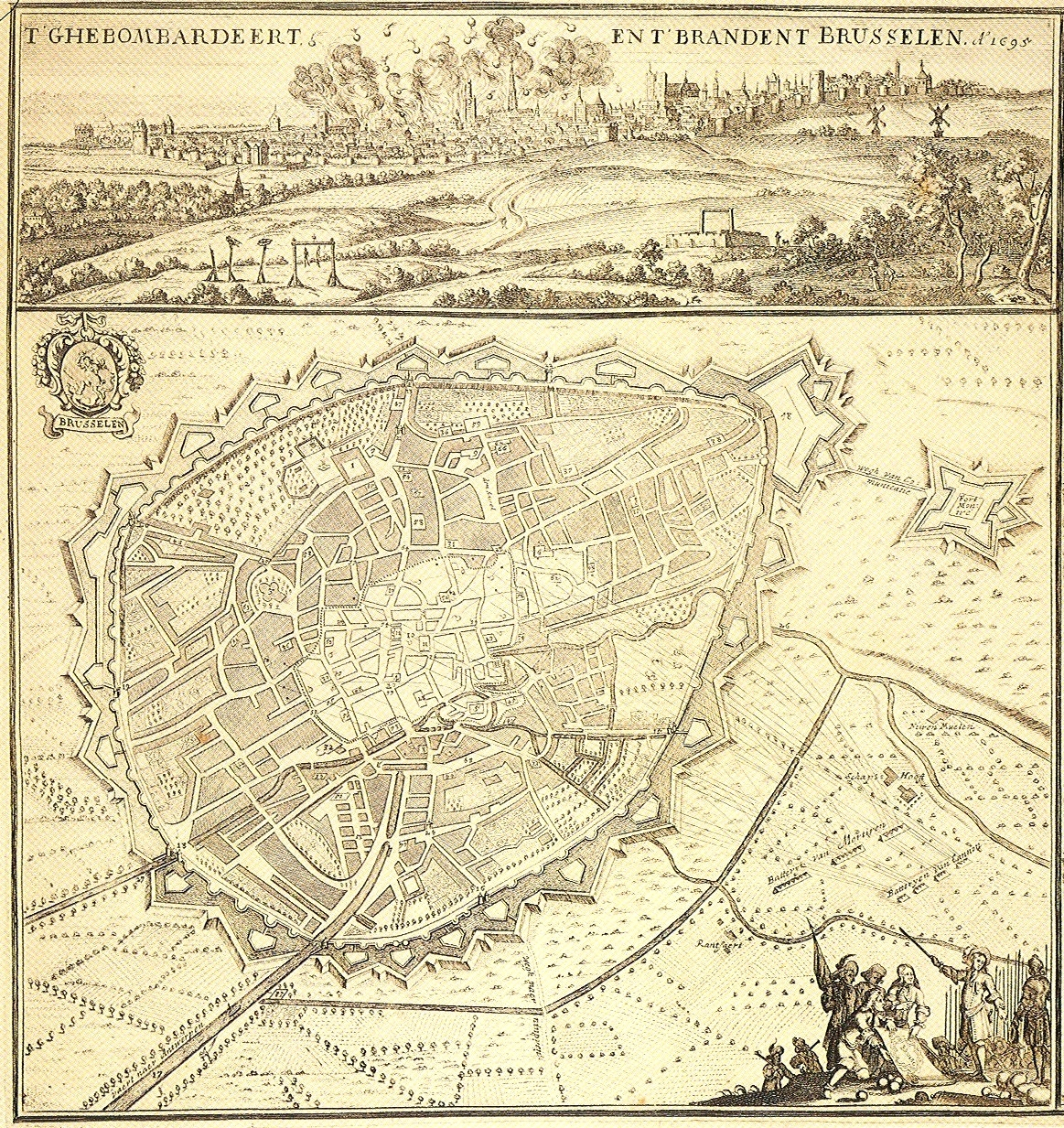
Un mapa y una ilustración contemporáneos del Bombardeo de Bruselas de 1695 y su consiguiente incendio.

El Bombardeo de Bruselas por parte de las tropas francesas del rey Luis XIV que se producirá desde las siete de la tarde del 13 de agosto, al mediodía del 15 de agosto de 1695. Inició un gran incendio, dando comienzo al episodio más destructivo en la historia de la ciudad. La Grand Place fue completamente destruida junto con un tercio de los edificios de la ciudad. La reconstrucción del centro de la villa, efectuada durante los cinco años siguientes, cambió la apariencia de la misma y dejó numerosas cicatrices que todavía hoy son visibles.

## Contexto histórico

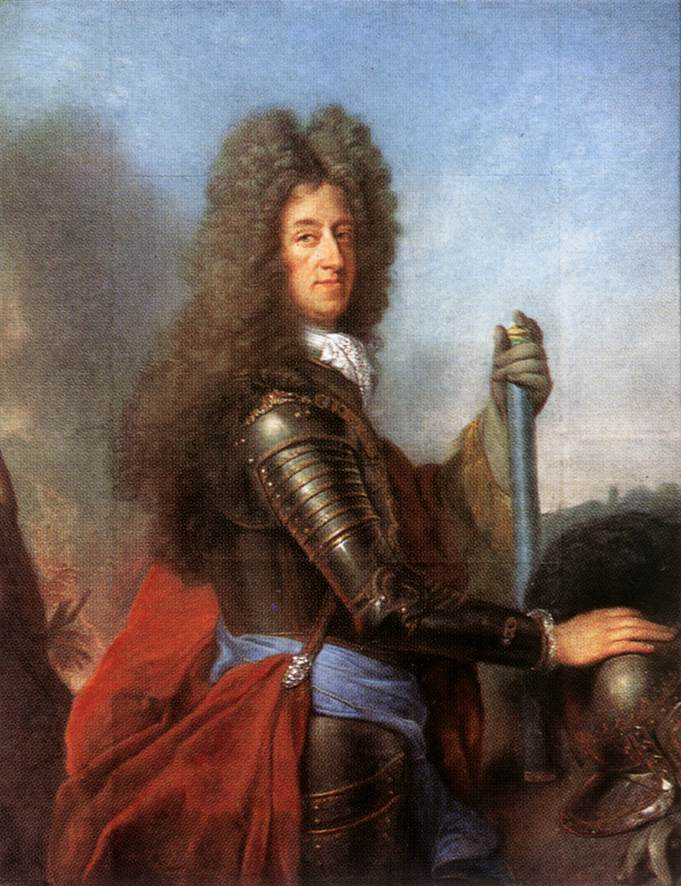
Maximiliano II Manuel de Baviera, gobernador de los Países Bajos Españoles.

El siglo XVII fue realmente complicado para los habitantes de los Países Bajos del Sur. Durante este período el país sufrió numerosas guerras y destrucciones a causa de las tropas de las diferentes potencias que atravesaron la región. En 1695, casi cuarenta años después de la batalla de las Dunas de 1658, Francia continuaba su política expansionista a costa de las posesiones españolas en el norte. Durante este tiempo se desarrollaron numerosas guerras y se firmaron numerosas alianzas que posteriormente se rompieron, al tiempo que las distintas fortalezas cambiaban continuamente de manos. La guerra de los Nueve Años, iniciada en 1688, enfrentaba a la Francia de Luis XIV contra una gran coalición europea conocida como la Gran Alianza, formada por Inglaterra, las Provincias Unidas, España, el Imperio y diversos príncipes electores como Maximiliano II Manuel de Baviera, a la sazón gobernador de los Países Bajos Españoles.
En julio de 1695, la ciudad de Namur, que llevaba tres años ocupada por las tropas francesas, fue sitiada por Guillermo III de Inglaterra, que se encontraba al frente de las fuerzas aliadas. Después de la muerte de François-Henri de Montmorency, las tropas francesas pasaron a ser dirigidas por el duque de Villeroy, un mediocre estratega pero que era un personaje muy cercano a la persona del rey. El rey, irritado por la vuelta de tuerca de los acontecimientos, urgió a Villeroy a destruir Brujas y Gante mediante un ataque sorpresa. Villeroy, intentando complacer a Luis XIV, sugirió que el bombardeo de Bruselas tendría un efecto aún más devastador sobre el enemigo.
El Bombardeo causó gran impresión en toda Europa, ya que fue contra una ciudad indefensa y no contra una fortaleza. Además fue inútil ya que la ciudad de Namur cayó el 5 de septiembre en poder de la Gran Alianza.  

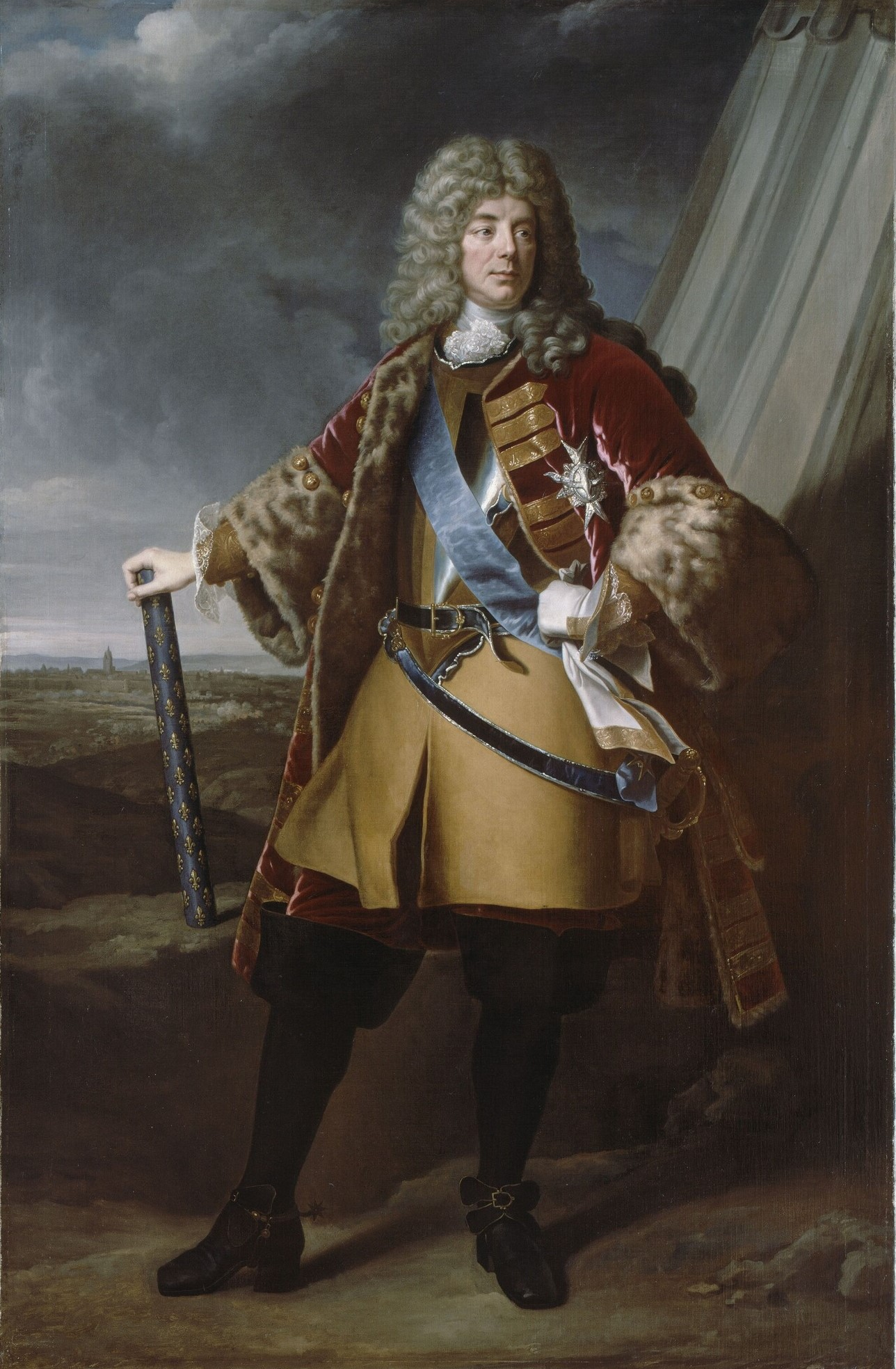
François de Neufville, duque de Villeroy.